# Kibichūō
Kibichūō (jap. 里庄町 Kibichūō-chō) – miasto w Japonii, na wyspie Honsiu, w prefekturze Okayama. Według danych na rok 2020 miejscowość zamieszkiwało 10 886 mieszkańców , a gęstość zaludnienia wyniosła 40,5 os./km².